# FINA Water Polo World Cup 2010 (femminile)
La Coppa del Mondo femminile di pallanuoto 2010 è stata la 15ª edizione della manifestazione che dal 2002 viene organizzata ogni quattro anni dalla FINA. Per la prima volta da quando fu istituita nel 1979 sono state invitate le migliori 3 del Campionato mondiale e la migliore di ciascuno dei 5 continenti. Per quanto riguarda l'Oceania, è stata la Nuova Zelanda a godere di questo privilegio in qualità di paese ospitante, e non per meriti sportivi. L'Australia campione in carica nonché vincitrice della medaglia di bronzo ai Giochi Olimpici 2008 è stata paradossalmente esclusa proprio perché il posto per l'Oceania era già occupato. Ciononostante, a seguito della rinuncia delle squadre africane, la FINA decise di invitare le australiane per colmare il posto vacante.

## Squadre partecipanti
- Stati Uniti (Vincitrice del mondiale 2009)
- Canada (Finalista nel mondiale 2009)
- Russia (3ª nel mondiale 2009)
- Australia
- Ungheria
- Cina
- Grecia
- Nuova Zelanda

## Formula
Le 8 squadre partecipanti vengono suddivise in due gironi da quattro squadre ciascuno. Ciascuna squadra affronta le altre tre incluse nel proprio girone una sola volta, per un totale di tre partite per ciascuna squadra. Alla fine di tale fase le squadre si sono incrociate nei Quarti ad eliminazione diretta a seconda del piazzamento nei gironi.

## Turno preliminare

### Gruppo A
|    | Squadra  | Pti | G | V | N | P | GF | GS | DR  |
| -- | -------- | --- | - | - | - | - | -- | -- | --- |
| 1. | Cina     | 6   | 3 | 3 | 0 | 0 | 31 | 22 | +9  |
| 2. | Canada   | 4   | 3 | 2 | 0 | 1 | 32 | 22 | +10 |
| 3. | Ungheria | 2   | 3 | 1 | 0 | 2 | 31 | 36 | -5  |
| 4. | Grecia   | 0   | 3 | 0 | 0 | 3 | 21 | 35 | -14 |

17 agosto
| Grecia   | 7 - 11  | Cina   |
| Ungheria | 10 - 14 | Canada |

18 agosto
| Grecia   | 3 - 11 | Canada |
| Ungheria | 8 - 10 | Cina   |

19 agosto
| Cina   | 9 - 7   | Canada   |
| Grecia | 11 - 13 | Ungheria |

### Gruppo B
|    | Squadra       | Pts | G | V | N | P | GF | GS | DR  |
| -- | ------------- | --- | - | - | - | - | -- | -- | --- |
| 1. | Australia     | 6   | 3 | 3 | 0 | 0 | 34 | 17 | +17 |
| 2. | Stati Uniti   | 4   | 3 | 2 | 0 | 1 | 25 | 12 | +4  |
| 3. | Russia        | 2   | 3 | 1 | 0 | 2 | 31 | 33 | -2  |
| 4. | Nuova Zelanda | 0   | 3 | 0 | 0 | 3 | 21 | 48 | -27 |

17 agosto
| Stati Uniti   | 14 - 10 | Russia    |
| Nuova Zelanda | 4 - 17  | Australia |

18 agosto
| Stati Uniti   | 5 - 7  | Australia |
| Nuova Zelanda | 9 - 13 | Russia    |

19 agosto
| Russia      | 8 - 10 | Australia     |
| Stati Uniti | 17 - 8 | Nuova Zelanda |

## Fase finale

### Tabellone
|  | Quarti di finale | Quarti di finale |             |        | Semifinali                | Semifinali                |  |  | Finale | Finale |
|  |                  |                  |             |        |                           |                           |  |  |        |        |
|  |                  |                  |             |        |                           |                           |  |  |        |        |
|  |                  |                  |             |        |                           |                           |  |  |        |        |
|  | Cina             | 11               |             |        |                           |                           |  |  |        |        |
|  | Cina             | 11               |             |        |                           |                           |  |  |        |        |
|  | Nuova Zelanda    | 3                |             |        |                           |                           |  |  |        |        |
|  | Nuova Zelanda    | 3                | Cina        | 9      |                           |                           |  |  |        |        |
|  |                  |                  | Cina        | 9      |                           |                           |  |  |        |        |
|  |                  | Stati Uniti      | 10          |        |                           |                           |  |  |        |        |
|  | Stati Uniti      | Stati Uniti      | 10          | 10     |                           |                           |  |  |        |        |
|  | Stati Uniti      |                  |             | 10     |                           |                           |  |  |        |        |
|  | Ungheria         | 5                |             |        |                           |                           |  |  |        |        |
|  | Ungheria         | 5                | Stati Uniti | 6      |                           |                           |  |  |        |        |
|  |                  |                  | Stati Uniti | 6      |                           |                           |  |  |        |        |
|  |                  | Australia        | 3           |        |                           |                           |  |  |        |        |
|  | Australia        | Australia        | 3           | 11     |                           |                           |  |  |        |        |
|  | Australia        |                  |             | 11     |                           |                           |  |  |        |        |
|  | Grecia           | 7                |             |        |                           |                           |  |  |        |        |
|  | Grecia           | 7                | Australia   | 11     | Finale per il terzo posto | Finale per il terzo posto |  |  |        |        |
|  |                  |                  | Australia   | 11     | Finale per il terzo posto | Finale per il terzo posto |  |  |        |        |
|  |                  | Russia           | 10          |        |                           |                           |  |  |        |        |
|  | Canada           | Russia           | 10          | 11     | Cina                      | 11                        |  |  |        |        |
|  | Canada           |                  |             | 11     | Cina                      | 11                        |  |  |        |        |
|  | Russia           | 12               |             | Russia | 9                         |                           |  |  |        |        |
|  | Russia           | 12               |             |        | 9                         |                           |  |  |        |        |
|  |                  |                  |             |        |                           |                           |  |  |        |        |
|  |                  |                  |             |        |                           |                           |  |  |        |        |

### Quarti di finale
| Arbitri: | Matache (ROU) Vasileiou (GRE) |

|          |           |           |
| 4 Csikos | Marcatori | 4 Ivanova |

| Arbitri: | Hart (AUS) Krapivin (RUS) |

|                     |           |                      |
| 1 cinque giocatrici | Marcatori | 2 quattro giocatrici |

| Arbitri: | Hart (NZL) Makita (JPN) |

|              |           |             |
| 3 Beadsworth | Marcatori | 2 Gerolymou |

| Arbitri: | Drury (USA) Hong (SIN) |

|       |           |                  |
| 5 Gao | Marcatori | 1 tre giocatrici |

### Semifinali
| Arbitri: | Vasilieou (GRE) Roy (CAN) |

|          |           |                       |
| 3 Zagame | Marcatori | 2 Ryzhova, Alenicheva |

| Arbitri: | Fekete(HUN) Matache (ROU) |

|       |           |              |
| 5 Gao | Marcatori | 3 Matthewson |

#### 5º-8º posto
| Arbitri: | Ni (CHN) Drury (USA) |

|                   |           |                     |
| 3 Bekhazi, Tomiuk | Marcatori | 3 Asimaki, Roumpesi |

| Arbitri: | Krapivin (RUS) Makita (JPN) |

|         |           |             |
| 2 Bowry | Marcatori | 3 Keszthely |

### Finali

#### 7º posto
| Arbitri: | Hart (AUS) Roy (CAN) |

|                       |           |         |
| 3 Tsoukala, Antonakou | Marcatori | 2 Lewis |

#### 5º posto
| 22 agosto 2010, ore 11:30 | Canada                         | 18 – 16 (rig.) (5-3; 1-2; 2-2; 2-3. dts: 3-3) | Ungheria | \| Arbitri: \| Moliner (ESP) Stampalija (CRO) \| |
| Arbitri:                  | Moliner (ESP) Stampalija (CRO) |                                               |          |                                                  |

#### 3º posto
| Arbitri: | Waldow (NZL) Matache (ROU) |

|                  |           |           |
| 2 tre giocatrici | Marcatori | 5 Glyzina |

#### 1º posto
| Arbitri: | Vasilieu (GRE) Fekete (HUN) |

|                  |           |                  |
| 1 sei giocatrici | Marcatori | 1 tre giocatrici |

## Classifica Finale
| Pos. | Squadra       |
| ---- | ------------- |
|      | Stati Uniti   |
|      | Australia     |
|      | Cina          |
| 4    | Russia        |
| 5    | Canada        |
| 6    | Ungheria      |
| 7    | Grecia        |
| 8    | Nuova Zelanda |

## Riconoscimenti
- Miglior marcatrice: Gao Ao,
- Miglior portiere: Yang Jun,
- Miglior giocatrice: Gemma Beadsworth,

## Fonti
- (EN) Sportsground.co.nz. URL consultato il 7 aprile 2011 (archiviato dall'url originale il 24 luglio 2011).
- (EN) Todor66.com - Sport Statistics Archive, su todor66.com.